# Gran Irán

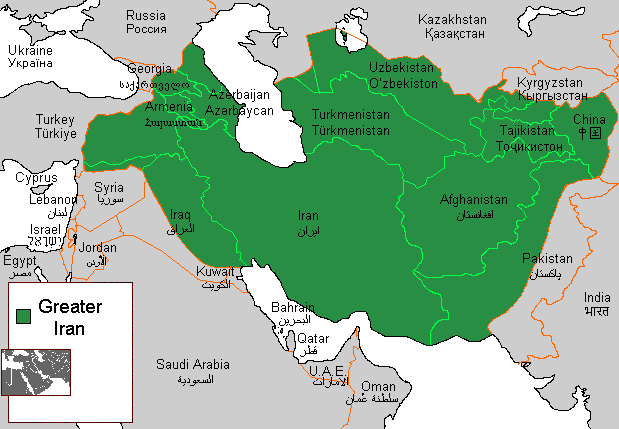
Mapa con una interpretación maximalista del Gran Irán. Geográfica y culturalmente, el Gran Irán puede incluir toda la meseta iraní, y extenderse hasta Asia Central (Bactria) y el Hindukush al noreste y Afganistán y Pakistán Occidental en el sureste y hasta Siria Oriental y el Cáucaso al noroeste.

Gran Irán (en persa antiguo: ایران بزرگ Irān-e Bozorg, o en persa: ایران‌زمین‎, Irān-zamīn; la Encyclopædia Iranica usa el término continente cultural iraní) es el término que se utiliza para referirse a las regiones que tienen una significativa influencia cultural irania. Corresponde a grandes rasgos, con el territorio que rodea la meseta iraní, pudiendo abarcar desde la cordillera del Cáucaso hasta el río Indo, con su centro en el actual Irán. 
Debido a que se trata de un concepto cultural, representando regiones colonizadas o conquistadas por tribus iranias, no se corresponde con ninguna entidad política en particular, y como representa una dispersión humana de la Edad del Bronce tardía, antecede a cualquier entidad política en muchos siglos. Por lo que se refiere a los sasánidas, en cuyas inscripciones del siglo III aparece por vez primera el término 'Irán' como un concepto político, el estado iranio multinacional incluye Asia Menor pero excluye territorios al este de las dos cuencas de desierto de sal iraní. Esta situación es sin embargo inversa en el contexto cultural, esto es, la de la nación iraní. 
En su mayor extensión, puede comprender íntegramente los países actuales de Irán, Azerbaiyán, Armenia, Afganistán, Turkmenistán, Uzbekistán, Tayikistán, Kirguistán y partes de Irak, Pakistán, Turquía, Siria,  Georgia, Rusia y China.

## Lectura en profundidad
- "Ethnic Identity in Iran" por Richard Nelson Frye, JSAI 26, 2002, see p.82
- Columbia College Today on "Iranian Cultural Continent"

### En inglés
- A map of the treaties affecting Greater Iran Archivado el 10 de marzo de 2021 en Wayback Machine.
- Article on Iranian.com
- Persians in China
- Pirooz in China

### En persa
- Interview: where "Iran e Bozrorg" is discussed (2) (3) Archivado el 17 de julio de 2012 en Wayback Machine.

- Datos: Q25763
- Multimedia: Greater Iran / Q25763